# Артавазд V
Артавазд V (*д/н — бл. 11) — цар Великої Вірменії.

## Життєпис
Ймовірно походив з династії Арташесідів. Можливо, був сином Тиграна III. Близько 2 року після смерті Тиграна IV намагався посісти трон Великої Вірменії. Але його не підтримала більша частина знаті. Намагався оскаржувати владу в Артавазда IV, Тиграна V і Вонана I. Помер до 11 року.